# Ramiro Guerra
Ramiro Guerra y Sánchez (Batabanó, 31 de enero de 1880-La Habana, 29 de octubre de 1970) fue un historiador, economista, pedagogo y profesor cubano.

## Biografía
Nace en el antiguo cafetal Jesús Nazareno, en el término municipal de Batabanó, el 31 de enero de 1880.
Inicia sus estudios de bachillerato en 1893 en el colegio de la Luz de Batabanó, colabora con la causa independentista y, una vez terminada la guerra en 1898, termina sus estudios de bachiller interrumpidos por la misma graduándose en 1900. Poco después parte a estudiar en el curso especial para maestros cubanos en la universidad de Harvard, Cambridge, Estados Unidos.
En 1911 es elegido presidente regional para Cuba del Buró Internacional de Documentación Educativa, obtiene el doctorado en pedagogía en la Universidad de La Habana en 1912, y en 1915 es designado director de la Escuela Normal de La Habana.
Fue superintendente provincial de las escuelas de Pinar del Río, y en 1926 superintendente general de las escuelas de la república. Entre los años de 1927 y 1930 ejerció como profesor de geografía de Cuba, funda y dirige durante once años la revista Cuba Pedagógica en colaboración con el pedagogo Arturo Montori. Fue autor del primer libro de lectura y los libros cuarto y quinto de lectura.
Ocupó la presidencia de la sección de educación en el V Congreso Panamericano del niño en 1927, fue director del Heraldo de Cuba entre 1930 y 1932, y secretario de la presidencia de la república en 1932 durante la dictadura de Gerardo Machado, sin que ello menoscabase su integridad y su amor por Cuba y su historia.
En 1933, después de la caída de Machado, se traslada a Nueva York y después a Gainesville, Florida, donde culmina su obra La expansión territorial de los Estados Unidos a expensas de España y de los países hispanoamericanos. Más tarde regresa a Cuba y en 1939 se desempeña como asesor técnico de la delegación cubana a la primera reunión de consulta de cancilleres de las Repúblicas americanas efectuada en Panamá.
Asimismo, representó a Cuba en los siguientes eventos: 
- Conferencia Marítima Interamericana, Washington, EE. UU. (1940).
- V Congreso Científico Interamericano, Washington, EE. UU. (1942).
- Conferencia Sobre Alimentación y Agricultura de las Naciones Unidas y Asociadas, Virginia, EE. UU. (1943).
- Conferencia de las Naciones Unidas y Asociadas, San Francisco, EE. UU. (1944).
- Conferencia Monetaria Internacional de las Naciones Unidas, Breton Woods, New Hampshire, EE. UU. (1944).
- Consejo Económico y Social de las Naciones Unidas (1946).

Entre 1943 y 1946 fue director del prestigioso y popular Diario de la Marina. Ingresó en la Academia de Historia en 1949, e intervino como uno de los autores y redactores del primer libro completo de historia de Cuba, Historia de la Nación Cubana, escrita en colaboración con Emeterio Santovenia, José M. Pérez Cabrera y Juan J. Remos, obra monumental en diez tomos editada en 1952, para conmemorar el cincuentenario del establecimiento de la República de Cuba, y traducida al inglés.

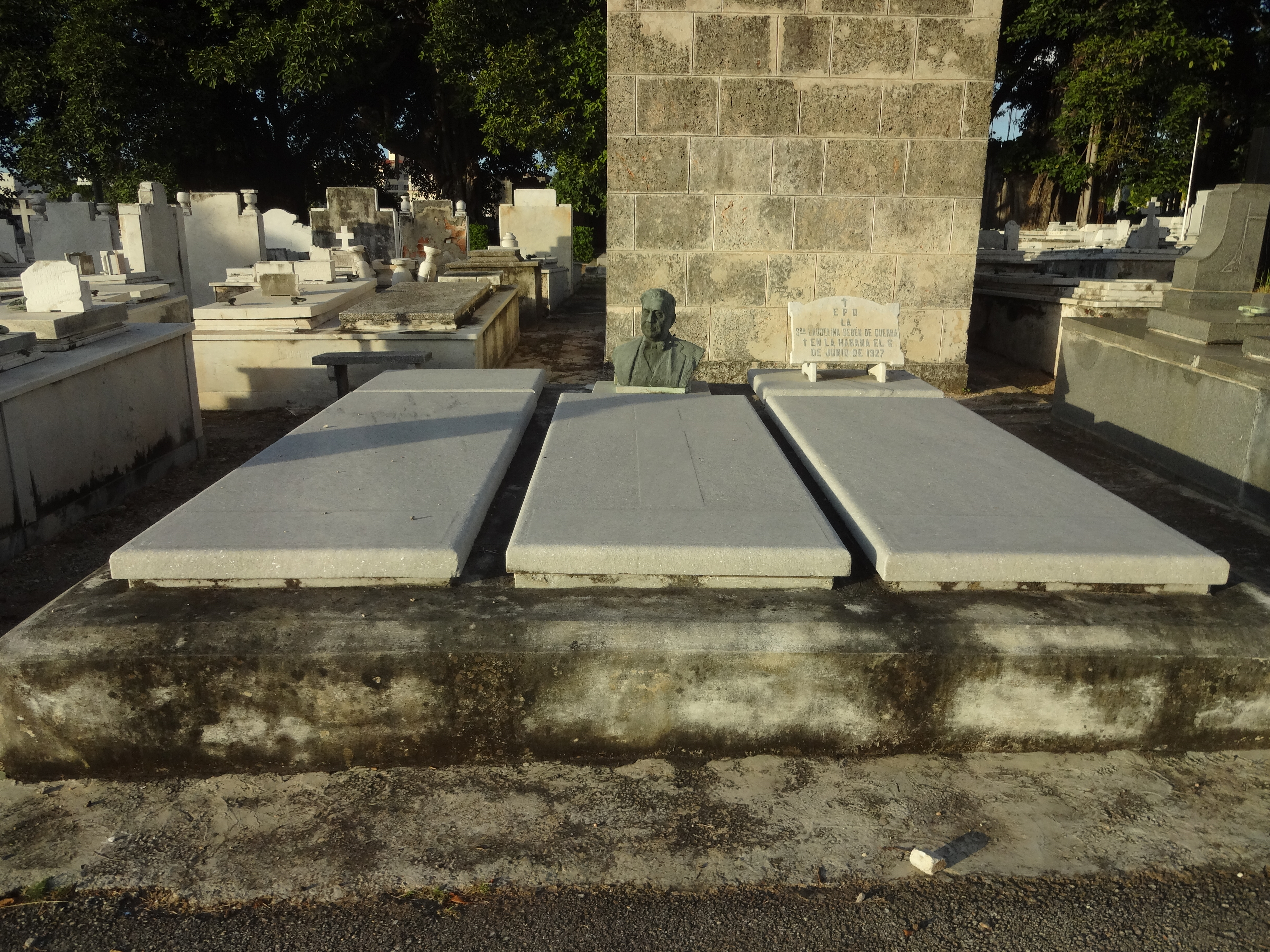
Tumba de Ramiro Guerra.

Entre 1955 y 1960, supervisa la publicación de la Biblioteca Escolar Lex, colección dedicada a libros de textos primarios.
Tras el triunfo de la Revolución cubana en 1959 brindó su ayuda a la obra educativa.
Muere el 29 de octubre de 1970.

## Distinciones
- Condecoración Nacional de la orden de Vasco Núñez de Balboa, en el grado de Comendador, otorgada por el presidente de la República de Panamá, (1939).
- Gran Oficial de la Orden del Mérito Carlos Manuel de Céspedes, concedida por el consejo nacional de dicha orden, (1949).
- Orden del Mérito Lanuza en el grado de Gran Cruz, entregada por el consejo nacional de la referida orden, (1955).
- Doctor honoris causa en Ciencias Comerciales conferido por la Universidad Central "Marta Abreu" de Las Villas, (1956).

## Obras publicadas
- José Antonio Saco y la educación nacional (1915)
- Nociones de historia de Cuba (1917)
- Historia de Cuba. 1492-1602 (1921-1925)
- La defensa nacional y la escuela (1923)
- Un cuarto de siglo de evolución cubana (1924)
- Azúcar y población en las Antillas (1927)
- En el camino de la independencia (1930)
- La expansión territorial de los Estados Unidos a expensas de España y de los países hispanoamericanos (1935)
- Manual de Historia de Cuba (1938)
- La industria azucarera en Cuba (1940)
- Filosofía de la producción cubana (agrícola e industrial) (1944)
- Mudos Testigos (1948)
- Guerra de los Diez Años (1950-1952).
- Historia de la Nación Cubana (1952)
- Martí en las primeras décadas de la escuela primaria republicana (1952)
- Por las veredas del pasado, 1880-1902 (1957)
- Un Rough Rider que luchó por Cuba Libre (1958)
- Dos heroicos y trágicos episodios de nuestras guerras de independencia (1960)